# Federação Francesa de Futebol
A Federação Francesa de Futebol (em francês: Fédération Française de Football, FFF) é o órgão dirigente do futebol na França.